# Stazione di Nador-Ville
La stazione di Nador-Ville è una stazione di Nador, in Marocco, situata sul lungomare della città.